# Wielmoża
Wielmoża est une localité polonaise de la gmina de Sułoszowa, située dans le powiat de Cracovie en voïvodie de Petite-Pologne.